# Lijst van voetbalinterlands Australië - Zuid-Korea (vrouwen)
Deze lijst van voetbalinterlands is een overzicht van alle officiële voetbalinterlands tussen de nationale vrouwenteams van Australië en Zuid-Korea. De landen hebben tot nu toe 22 keer tegen elkaar gespeeld.

## Wedstrijden
| №  | Plaats          | Datum             | Competitie                          | Wedstrijd              | Uitslag |
| -- | --------------- | ----------------- | ----------------------------------- | ---------------------- | ------- |
| 1  | Auckland        | 25 maart 1996     | Vriendschappelijk                   | Australië − Zuid-Korea | 1 − 0   |
| 2  | Auckland        | 29 maart 1996     | Vriendschappelijk                   | Australië − Zuid-Korea | 1 − 2   |
| 3  | Wagga Wagga     | 13 januari 2002   | Vriendschappelijk                   | Australië − Zuid-Korea | 1 − 0   |
| 4  | Albury          | 16 januari 2002   | Vriendschappelijk                   | Australië − Zuid-Korea | 1 − 0   |
| 5  | Bendigo         | 19 januari 2002   | Vriendschappelijk                   | Australië − Zuid-Korea | 4 − 1   |
| 6  | Canberra        | 26 januari 2003   | Vriendschappelijk                   | Australië − Zuid-Korea | 2 − 0   |
| 7  | Sendai          | 25 juli 2003      | Vriendschappelijk                   | Zuid-Korea − Australië | 0 − 0   |
| 8  | Jeonju          | 26 juli 2005      | Vriendschappelijk                   | Zuid-Korea − Australië | 0 − 0   |
| 9  | Jeonju          | 28 juli 2005      | Vriendschappelijk                   | Zuid-Korea − Australië | 3 − 0   |
| 10 | Adelaide        | 16 juli 2006      | Aziatisch kampioenschap 2006        | Australië − Zuid-Korea | 4 − 0   |
| 11 | Ho Chi Minhstad | 31 mei 2008       | Aziatisch kampioenschap 2008        | Zuid-Korea − Australië | 0 − 2   |
| 12 | Chengdu         | 21 mei 2010       | Aziatisch kampioenschap 2010        | Zuid-Korea − Australië | 1 − 3   |
| 13 | Suwon           | 23 oktober 2010   | Vriendschappelijk                   | Zuid-Korea − Australië | 2 − 1   |
| 14 | Jinan           | 11 september 2011 | Olympische Spelen 2012 kwalificatie | Zuid-Korea − Australië | 1 − 2   |
| 15 | Ho Chi Minhstad | 22 mei 2014       | Aziatisch kampioenschap 2014        | Zuid-Korea − Australië | 1 − 2   |
| 16 | Incheon         | 29 november 2015  | Vriendschappelijk                   | Zuid-Korea − Australië | 0 − 1   |
| 17 | Osaka           | 4 maart 2016      | Olympische Spelen 2016 kwalificatie | Zuid-Korea − Australië | 0 − 2   |
| 18 | Amman           | 7 april 2018      | Aziatisch kampioenschap 2018        | Australië − Zuid-Korea | 0 − 0   |
| 19 | Brisbane        | 3 maart 2019      | Cup of Nations 2019                 | Australië − Zuid-Korea | 4 − 1   |
| 20 | Pune            | 30 januari 2022   | Aziatisch kampioenschap 2022        | Australië − Zuid-Korea | 0 − 1   |
| 21 | Sydney          | 4 april 2025      | Vriendschappelijk                   | Australië − Zuid-Korea | 1 − 0   |
| 22 | Newcastle       | 7 april 2025      | Vriendschappelijk                   | Australië − Zuid-Korea | 2 − 0   |

## Samenvatting
| Competitie                     | Totaal gespeeld | Winst Australië | Gelijk | Winst Zuid-Korea | Doelsaldo Australië – Zuid-Korea |
| ------------------------------ | --------------- | --------------- | ------ | ---------------- | -------------------------------- |
| Olympische Spelen kwalificatie | 2               | 2               | 0      | 0                | 4 − 1                            |
| Aziatisch kampioenschap        | 6               | 4               | 1      | 1                | 11 − 3                           |
| Cup of Nations                 | 1               | 1               | 0      | 0                | 4 − 1                            |
| Vriendschappelijk              | 13              | 8               | 2      | 3                | 16 − 6                           |
| Totaal                         | 22              | 15              | 3      | 4                | 35 − 11                          |